# Monumento a Giovanni Maccia
Il monumento a Giovanni Maccia è un monumento funebre situato nel cimitero monumentale di Milano.

## Storia e descrizione
Il monumento, realizzato nel 1869 dallo scultore Luigi Crippa, fu uno dei primi del nuovo cimitero milanese, originariamente pensato come cimitero generale per tutta la città in sostituzione dei più piccoli cimiteri di cui Milano era costellata prima della sua apertura. L'opera fu realizzata per Giovanni Maccia, benefattore milanese che creò l'omonima opera pia, che si occupava di giovani donne sole con figli o comunque in difficoltà.
Lo schema dell'opera è un chiaro omaggio al monumento funebre a Maria Cristina d'Austria, dove una figura femminile è ritratta sull'orlo di varcare una soglia, che simboleggerebbe il passaggio all'aldilà: in questo caso non è rappresentato il defunto, bensì una madre con un bambino in braccio, in onore dell'assistenza che Giovanni Maccia fornì alle gestanti e alle madri in difficoltà. Il monumento è quindi composto da quattro  colonne che reggono un fastigio su cui sono presenti ai lati delle rappresentazioni della Fede e della Speranza.